# اگاتیمدیک
اگاتیمدیک (به انگلیسی: Agatamdike) یک منطقهٔ مسکونی در هند است که در کارناتاکا واقع شده‌است.